# 恐龙战队 (第二季)
第二季《恐龙战队》（Mighty Morphin Power Rangers season 2）是由哈伊姆．萨班和Shuki Levy创作的一部美国真人特摄剧，改编自日本的第十七代超级战队系列《五星战队大连者》。本季于1994年7月21日首播，包括52集，在美国播出至1995年5月20日。第二季在剧情上延续第一季的内容，讲述在宙威的领导下，恐龙战队与乍德爵士作战，维护世界的故事。
第二季源自日本的《五星战队大连者》，由於演出白衣戰士的日本兒童演員酒井壽(Hisashi Sakai （页面存档备份，存于）)為當時日本超级战队系列歷史上最年幼戰士演員，身高與其他五位戰士有明顯差距，美國版本戰士同場的特攝內容全部為自行拍攝，並非剪輯日本版本素材而成，故除了白衣戰士的形象來自《五星战队大连者》外，其他五位戰士仍然以第一季《恐龙战队》的形象出现。

## 演员

### 主要人物
- Austin St. John（英语：Austin St. John） 饰 英傑（英语：Jason Lee Scott）（红衣戰士）
- Steve Cardenas（英语：Steve Cardenas） 饰 洛基（荷兰语：Rocky DeSantos）（新红衣戰士）
- Walter Emmanuel Jones（英语：Walter Emmanuel Jones） 飾札克（英语：Zack Taylor）（黑衣戰士）
- Johnny Yong Bosch（英语：Johnny Yong Bosch） 飾 亞當（英语：Adam Park）（新黑衣戰士）
- David Yost（英语：David Yost） 饰 比利（英语：Billy Cranston）（蓝衣戰士）
- Thuy Trang 饰 翠妮（英语：Trini Kwan）（黄衣戰士）
- Karan Ashley（英语：Karan Ashley） 飾 依莎（英语：Aisha Campbell）（新黃衣戰士）
- Amy Jo Johnson 饰 金伯莉（英语：Kimberly Hart）（粉衣戰士）
- Jason David Frank 饰 汤米（英语：Tommy Oliver）（绿衣／白衣戰士）

### 友方陣營
- David Fielding 饰 宙威 (Zordon)
- Richard Steven Horvitz（英语：Richard Steven Horvitz） 配音 智多星 (Alpha 5)

### 邪方陣營
- Carla Perez 饰 幽冥女王（英语：Rita Repulsa） (配音：Barbara Goodson)
- Ed Neil（英语：Edwin Neal） 饰 玄冥大帝Lord Zedd（英语：Villains_in_Mighty_Morphin_Power_Rangers#Lord_Zedd） (配音：Robert Axelrod（英语：Robert Axelrod (actor)）)
- Takashi Sakamoto、Kazutoshi Yokoyama（日语：横山一敏）、Danny Wayne Stallcup 饰 天狼將軍Goldar（英语：Villains_in_Mighty_Morphin_Power_Rangers#Goldar） (配音：Kerrigan Mahan)
- Sabrina Lu 饰 魔蠍女Scorpina（英语：Villains_in_Mighty_Morphin_Power_Rangers#Scorpina） (配音：Wendee Swan（英语：Wendee Lee）)
- Takako Iiboshi 饰 魚匠人Finster（英语：Villains_in_Mighty_Morphin_Power_Rangers#Finster） (配音：Robert Axelrod（英语：Robert Axelrod (actor)）)
- Minoru Watanabe（日语：渡辺実 (俳優)） 饰 怪頭陀Squatt（英语：Villains_in_Mighty_Morphin_Power_Rangers#Squatt_and_Baboo） (配音：Michael Sorich)
- Hideaki Kusaka（日语：日下秀昭） 饰 巴布猴Baboo（英语：Villains_in_Mighty_Morphin_Power_Rangers#Squatt_and_Baboo） (配音：Dave Mallow)

### 周邊人物
- Paul Schrier（英语：Paul Schrier） 饰 王天霸 (Farkas Bulkmeier（英语：Bulk and Skull）)
- Jason Narvy（英语：Jason Narvy） 饰 史骨頭 (Eugene Skullovitch（英语：Bulk and Skull）)
- Richard Genelle（英语：Richard Genelle） 饰 恩尼 (Ernie)
- Royce Herron（英语：Royce Herron） 饰 艾波比女士 (Ms. Appleby)
- Henry Cannon 饰 卡普兰校長 (Mr. Caplan)

## 登場機械
- 大連王（Thunder Megazord）
  - 霹靂龍星王（Tyrannosaurus Red Dragon Thunderzord）
  - 霹靂雄獅（Mastodon Lion Thunderzord）
  - 霹靂獨角獸（Triceratops Unicorn Thunderzord）
  - 霹靂獅鷹獸（Sabertooth Tiger Griffin Thunderzord）
  - 霹靂火鳥（Pterodactyl Firebird Thunderzord）

- 伏魔金剛（Mega Tigerzord）
  - 戰鬥白虎（White Tigerzord）→ 白虎金剛（Tigerzord Warrior Mode）

- 霹靂戰車組（Thunder Ultrazord）
  - 鐵甲神龜（Tor the Shuttlezord）

## 各集標題
| 集數   | 英文標題                             | 中文標題           |
| ------ | ------------------------------------ | ------------------ |
| 第1集  | The Mutiny, Part I                   | 叛變 1             |
| 第2集  | The Mutiny, Part II                  | 叛變 2             |
| 第3集  | The Mutiny, Part III                 | 叛變 3             |
| 第4集  | The Wanna-Be Ranger                  | 仿冒戰士           |
| 第5集  | Putty on the Brain                   | 鬼面卒魅影         |
| 第6集  | Bloom of Doom                        | 厄運之花           |
| 第7集  | The Green Dream                      | 綠衣噩夢           |
| 第8集  | The Power Stealer                    | 超能小偷           |
| 第9集  | The Beetle Invasion                  | 甲蟲侵襲           |
| 第10集 | Welcome to Venus Island              | 歡迎來到金星島     |
| 第11集 | The Song of Guitardo                 | 吉他之歌           |
| 第12集 | Green No More, Part I                | 不再是綠衣 1       |
| 第13集 | Green No More, Part II               | 不再是綠衣 2       |
| 第14集 | Missing Green                        | 思念綠衣           |
| 第15集 | Orchestral Maneuvers in the Park     | 公園裡的交響樂陰謀 |
| 第16集 | Beauty and the Beast                 | 美女與野獸         |
| 第17集 | White Light, Part I                  | 白色榮光 1         |
| 第18集 | White Light, Part II                 | 白色榮光 2         |
| 第19集 | Two for One                          | 買一送一           |
| 第20集 | Opposites Attract                    | 相斥相吸           |
| 第21集 | Zedd's Monster Mash                  | 玄冥的土豆怪獸     |
| 第22集 | The Ninja Encounter, Part I          | 迎戰忍者 1         |
| 第23集 | The Ninja Encounter, Part II         | 迎戰忍者 2         |
| 第24集 | The Ninja Encounter, Part III        | 迎戰忍者 3         |
| 第25集 | A Monster of Global Proportions      | 世界級的怪物       |
| 第26集 | Zedd Waves                           | 玄冥電波           |
| 第27集 | The Power Transfer, Part I           | 超能轉移 1         |
| 第28集 | The Power Transfer, Part II          | 超能轉移 2         |
| 第29集 | Goldar's Vice-Versa                  | 天狼的反之亦然     |
| 第30集 | Mirror of Regret                     | 懊悔鏡             |
| 第31集 | When is a Ranger Not a Ranger?       | 戰士失能           |
| 第32集 | Rocky Just Wants to Have Fun         | 洛基只想玩         |
| 第33集 | Lights, Camera, Action               | 燈光、攝影、開拍   |
| 第34集 | Where There's Smoke, There's Fire    | 有煙必有火         |
| 第35集 | Scavenger Hunt                       | 尋寶遊戲           |
| 第36集 | The Great Bookala Escape             | 布克拉大逃亡       |
| 第37集 | Forever Friends                      | 永遠的朋友         |
| 第38集 | A Reel Fish Story                    | 魚的故事           |
| 第39集 | Rangers Back in Time, Part I         | 戰士重返童年 1     |
| 第40集 | Rangers Back in Time, Part II        | 戰士重返童年 2     |
| 第41集 | The Wedding, Part I                  | 婚禮 1             |
| 第42集 | The Wedding, Part II                 | 婚禮 2             |
| 第43集 | The Wedding, Part III                | 婚禮 3             |
| 第44集 | Return of the Green Ranger, Part I   | 綠衣戰士歸來 1     |
| 第45集 | Return of the Green Ranger, Part II  | 綠衣戰士歸來 2     |
| 第46集 | Return of the Green Ranger, Part III | 綠衣戰士歸來 3     |
| 第47集 | Best Man for the Job                 | 最佳人選           |
| 第48集 | Storybook Rangers, Part I            | 故事書戰士 1       |
| 第49集 | Storybook Rangers, Part II           | 故事書戰士 2       |
| 第50集 | Wild West Rangers, Part I            | 西蠻戰士 1         |
| 第51集 | Wild West Rangers, Part II           | 西蠻戰士 2         |
| 第52集 | Blue Ranger Gone Bad                 | 藍衣戰士墮落       |